# 鳥栖市立鳥栖北小学校
鳥栖市立鳥栖北小学校（とすしりつ とすきたしょうがっこう）は、佐賀県鳥栖市本町三丁目にある公立小学校。

## 概要
歴史
1956年（昭和31年）に鳥栖市立鳥栖小学校第二分校として創立。翌1957年（昭和32年）に「鳥栖市立鳥栖北小学校」として分離独立。2021年（令和3年）に創立65周年を迎えた。
校章
中央に校名の「北」の文字を置いている。
校歌
作詞・作曲ともに陶山聡による。歌詞は2番まであり、両番とも歌詞中に校名の「鳥栖北小学校」が登場する。
校区
鳥栖市のうち「本町、鎗田町、大正町、古野町、土井町、神辺町の一部（行政区が神辺合町の地域）、本鳥栖町、宿町（行政区が轟木町、事業団宿舎、元町の地域を除く）、布津原町蔵上町の一部（行政区が布津原町の地域）」。中学校区は鳥栖市立鳥栖中学校。

## 沿革
- 1956年（昭和31年）4月 - 「鳥栖市立鳥栖小学校 第二分校」として創立。
- 1957年（昭和32年）3月 - 「鳥栖市立鳥栖北小学校」（現校名）として分離独立。開校式を挙行。
- 1962年（昭和37年）- プールが完成。
- 1967年（昭和42年）- 体育館が完成。
- 1973年（昭和48年）4月 - ことばの教室を開設。
- 1974年（昭和49年）4月 - なかよし学級を開設。
- 1978年（昭和53年）4月 - 鳥栖市立若葉小学校の開校により、古賀・萱方地区の児童170名が転出。
- 1991年（平成3年）- パソコン教室を設置。旧校舎を解体し、仮設校舎で授業を開始。
- 1992年（平成4年）- 制服から私服へ変更。
- 1993年（平成5年）- 校舎（普通教室21室、特別教室等24室）・体育館・プールが完成。給食に陶器食器を導入。
- 1999年（平成11年）- 屋外時計塔を設置。
- 2000年（平成12年）-  フルブライト米国使節団が来校。
- 2001年（平成13年）- 校旗を新調。
- 2007年（平成19年）- 創立50周年記念式典を挙行。

## 交通
最寄りの鉄道駅
- JR九州 鹿児島本線 「鳥栖駅」より車で5分

最寄りの幹線道路
- 国道34号 「鳥栖市役所」交差点
- 長崎自動車道 「鳥栖IC」より車で5分

## 周辺
- 鳥栖市立鳥栖中学校
- 鳥栖市立ひかり園
- 保育所小鳩園
- 鳥栖市役所